# Борово (Ліпський повіт)
Борово (пол. Borowo) — село в Польщі, у гміні Ліпсько Ліпського повіту Мазовецького воєводства.
Населення — 86 осіб (2011).
У 1975-1998 роках село належало до Радомського воєводства.

## Демографія
Демографічна структура станом на 31 березня 2011 року:
|          | Загалом | Допрацездатний вік | Працездатний вік | Постпрацездатний вік |
| -------- | ------- | ------------------ | ---------------- | -------------------- |
| Чоловіки | 48      | 10                 | 36               | 2                    |
| Жінки    | 38      | 5                  | 27               | 6                    |
| Разом    | 86      | 15                 | 63               | 8                    |